# ヘートヴィヒ・エレオノーラ・フォン・シュレースヴィヒ＝ホルシュタイン＝ゴットルプ
ヘートヴィヒ・エレオノーラ・フォン・シュレースヴィヒ＝ホルシュタイン＝ゴットルプ（独：Hedwig Eleonora von Schleswig-Holstein-Gottorp, 1634年10月23日 - 1715年11月24日）は、スウェーデン王カール10世の王妃。スウェーデン語名ではHedwig Eleonora av Holstein-Gottorp。

## 生涯
シュレースヴィヒ＝ホルシュタイン＝ゴットルプ公フリードリヒ3世と妃マリア・エリーザベト（ザクセン選帝侯ヨハン・ゲオルク1世の娘）の娘として、ゴットルプ（現在のドイツ・シュレースヴィヒ＝ホルシュタイン州）で生まれた。グスタフ2世アドルフの母クリスティーネは大伯母に当たる。1654年にカールと政略結婚した。
カールは戦争で不在がちで、一人息子カール（のちのカール11世）をもうけたのみで、1660年に夫と死別した。息子の即位とともに摂政会議の一員となって1672年まで務め、のち孫カール12世の時代に大北方戦争中の1700年から13年間摂政となった。1713年には孫娘ウルリカ・エレオノーラ女王の摂政となっている。亡くなるまでスウェーデン宮廷を支配していた女性だが、決して政治的野心は持たず、政府の守護的存在、王室の象徴の位置づけに満足していたといわれる。
カール11世は成人しても母親を敬愛し、ヘートヴィヒを政治的な相談相手同様に扱い、在位中母を常に「クイーン」（スウェーデン語でDrottning：英語と同様に王妃と女王の両義がある）として遇したため、自身の王妃ウルリカ・エレオノーラを悲しませた。カール11世はヘートヴィヒを「クイーン」、ウルリカ・エレオノーラを簡単に「私の妻」と呼ぶため、外国大使たちは常に、王太后ヘートヴィヒに最初に挨拶し、次にウルリカ・エレオノーラに挨拶するようになってしまった（これはヘートヴィヒの生家ホルシュタイン＝ゴットルプ家に対しての義理であり、カール11世は決して王妃ウルリカ・エレオノーラを蔑ろにしていた訳ではない。カール11世は、母ヘートヴィヒとの関係を除けば不義を犯さなかった）。
若くして未亡人になったヘートヴィヒには、恋人がいたことがわかっており、1668年からギュレンシェルナ伯と数年間関係があった。それでも、彼女は王太后として生涯を通じて国民から愛された。彼女は絵画と建築が大好きで、現在スウェーデン王室の住まいとなっている美しいドロットニングホルム宮殿は、ヘートヴィヒが建てさせたものである。また、1666年には、摂政団とともに記念物保護の布告も出している。